# وین اندرسون (شناگر)
وین اندرسون (به انگلیسی: Wayne Anderson) (زادهٔ ۴ آوریل ۱۹۴۵) شناگر اهل ایالات متحده آمریکا است.